# Становое (Становское сельское поселение)
Становое — деревня в Орловской области России. 
Административный центр Становского сельсовета Орловского района в рамках административно-территориального устройства. В рамках организации местного самоуправления входит в Орловский муниципальный округ.

## География
Расположена в 21 км к северо-востоку от центра города Орла, на автомобильной трассе Орёл — Тула и на железнодорожной линии вдоль реки Ока.

## Население
| 2002 | 2010  |
| ---- | ----- |
| 1151 | ↗1204 |

Согласно результатам переписи 2002 года, в национальной структуре населения русские составляли 98 % от жителей.

## История
С 2004 до 2021 гг. в рамках организации местного самоуправления деревня являлась административным центром Становского сельского поселения, упразднённого вместе с преобразованием муниципального района со всеми другими поселениями путём их объединения в Орловский муниципальный округ.